# 최명희 (1955년)
최명희(崔明熙, 1955년 4월 8일~)는 대한민국의 정치인이다. 제30·31·32대 강릉시장을 지냈다. 본관은 강릉이다.

## 학력
- 1973년 강릉고등학교 졸업
- 1978년 고려대학교 법과대학 행정학 학사

## 경력
- 1977년: 제21회 행정고시 합격, 내무부 및 중앙부처 근무
- 1994년 2월: 강원도 기획담당관
- 1994년 7월: 강원도 양구군수
- 1996년 7월: 강원도 산업통상국장
- 1997년 6월: 행정자치부 소방과장
- 1999년 2월: 강원도 국제관광엑스포 사무처장
- 2001년 1월: 강원도 강릉시 부시장
- 2002년 8월: 강원도 환동해출장소장
- 2002년 12월: 강원도 기획관리실장
- 2006년 7월~2018년 6월: 제30·31·32대 강원도 강릉시장(3선, 새누리당)
- 자유한국당 강원도당 강릉시 당협위원장
- 자유한국당 탈당
- 2016.7~2017.6: 전국시장군수구청장협의회 회장
- 2017.7~2018.6: 강원협의회장
- 자유한국당 재복당
- 미래통합당 탈당

## 역대 선거 결과
|  | 62.55% |

|  | 79.57% |

|  | 70.40% |

|  | 7.70% |